# Richard Bohringer
Richard Bohringer, kiejtése: IPA [ ʁiʃaʁ boʁɛ̃ʒe ], kb: [ risár borenzsé ] (Moulins, Allier megye, Franciaország, 1942. január 16.) kétszeres César-díjas francia színész, rendező, producer, író, drámaíró, énekes, dalszerző. 2002 óta szenegáli állampolgár.

## Élete

### Származása, gyermekkora
Édesapja egy Franciaországban szolgáló Wehrmacht-tiszt, Richard Bohringer (vagy Böhringer) volt. Édesanyja a francia Huguette Foucault. Szülei a Franciaország német megszállása idején találkoztak. Az apát később a keleti frontra vezényelték, szovjet fogságba esett, csak öt év után került haza. Anyja a háború után elhagyta Franciaországot, Németországba költözött, a kisgyermeket saját anyjánál hagyta, Deuil-la-Barre faluban (akkor Seine-et-Oise megye, ma Val-d’Oise megye). Mindennek ellenére Bohringer felnőttként úgy nyilatkozott, boldog gyermekkora volt nagyanyja mellett.

### Színészi pályája
Az 1960-as évek végétől kezdett színházakban dolgozni. Első színpadi művét, a Les Girafes c. darabot Claude Lelouch rendezte. Első filmszerepét, ahol neve már szerepelt a színlapon, 1970-ben kapta Gérard Brach rendező La maison (A ház) c. filmjében.
1972-ban főszerepet játszott Charles Matton rendező L’Italien des roses c romantikus drámájában. Ezt sok kisebb-nagyobb szerep követte. 1980-ban szerepelt két sikeres, fiatalokról szóló filmben, Claude Zidi Éretlenekjében és Claude Pinoteau Házibulijában, és Gestapo-tisztet játszott François Truffaut rendező Az utolsó metró c. holokauszt-filmjében. Kiemelkedő alakításait negyvenesként, az 1980-as években nyújtotta. A sort Jean-Jacques Beineix 1981-ben bemutatott Dívája nyitotta meg, majd több drámai szerepe következett, amelyek közül kettőért César-díjat is kapott, Denis Amar 1984-es Végjáték c. filmdrámájában, és Jean-Loup Hubert rendező 1987-es A nagy út c. filmjében nyújtott alakításaiért. Figyelemre méltót alakított Luc Besson 1985-ös Metró c. filmjében, Christopher Lambert és Michel Galabru társaságában.
Az 1990-es években az Antenne 2 tévécsatorna műsorvezetője lett, francia nyelvű show-műsorokat és beszélgetőműsorokat vezetett, majd 1993-ban főszerepet kapott Patrice Leconte rendező Tangó c. filmdrámájában, Philippe Noiret mellett. Regényírás mellett dalszerző is volt, 1990–2002 között három lemezalbuma jelent meg.
2010-bane a párizsi Théâtre de l’Européen-ben mutaott be egyszemélyes színpadi előadást saját Traîne pas trop sous la pluie című könyve alapján. Színpadi történetmesélőként két éven át turnézott Franciaországban. 2011 júliusában is ilyen műsorral szerepelt az Avignoni Fesztiválon. 2013-ban megírta J’avais un beau ballon rouge című színpadi művét, amelyben először játszott együtt leányával, Romane-nal. Az előadás nagy sikert aratott a párizsi Rond-Point színházban, és vidéki turnén is. 2015-ben főszerepet vitt az Angelina Jolie által rendezett A tengernél c. filmben, Brad Pitt és a szereplőként is közreműködő Jolie mellett. 2017 áprilisában a metzi Irodalmi és Újságírási Fesztivál megnyitó estélyén Jack London írásaiból tartott felolvasást. Jelenleg is aktívan dolgozik, 2021-ben két frissen elkészült, bemutatásra váró filmben szerepel (Les héroïques; Une revanche à prendre).

### Magánélete

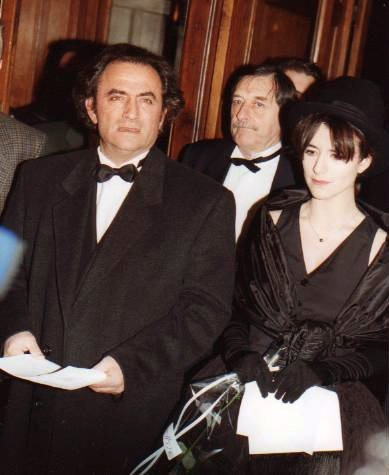
Richard Bohringer és leánya, Romane az 1993-as César-díjosztó ünnepségen

Richard Bohringer négy gyermeket nevelt fel: Első leánya, Romane Bohringer 1973-ban született, anyja Marguerite Bourry (ismert nevén Maggy Bohringer), aki Saigonban született korzikai apától és vietnámi anyától. Marguerite elhagyta családját, amikor Romane kilenc hónapos volt.
1980 körül Bohringer Savoyában megismerkedett Astrid Marcouli-val, akinek már volt egy 1978-ban született fia, Mathieu. 1983. április 26-án összeházasodtak, született két közös gyermekük, ifjabb Richard és Lou (*1989). Legidősebb és legfiatalabb leánya, Romane és Lou színésznő lett. Romane Bohringer 1993-ban megkapta a legígéretesebb fiatal színésznőnek járó César-díjat a Vad éjszakákban nyújtott alakításáért.
Richard Bohringer az afrikai kultúra és zene nagy rajongója. 2012-ben felvette a szenegáli állampolgárságot.

## Irodalmi művei
- 1965: Zorglub
- 1967: Les Girafes
- 2010: Traîne pas trop sous la pluie

## Zenei lemezalbumai
- 1990: Errance
- 1992: Bohringer
- 2002: C’est beau une ville la nuit

## Főbb filmszerepei
- 1960: Les frangines; névtelen szerep
- 1970: La maison; Lorraine barátja
- 1977: Az állat (L’animal); asszisztens
- 1980: Éretlenek (Les sous-doués); prefektus
- 1980: Az utolsó metró (Le dernier métro), Gestapo-tiszt
- 1980: Gyanútlan gyakornok (Inspecteur la Bavure); ujjlenyomat-felvevő rendőr
- 1980: Házibuli (La boum); Guibert
- 1981: Díva (Diva); Serge Gorodish
- 1981: Éjszakai ügyelet (Médecins de nuit), tévésorozat; Mr Laurent
- 1981: Egyesek és mások (Les uns et les autres); Richard
- 1981: Őrült vakáció (Les babas cool); Paul
- 1983: Halállal nyert élet (J’ai épousé une ombre); Frank
- 1983: Egyesek és mások (Les uns et les autres), tévésorozat, Richard
- 1984: Egy illető (Quidam), tévésorozat, Antoine Rimbaud
- 1984: Végjáték (L’addition); Lorca
- 1985: Nyakunkon a veszély (Péril en la demeure); Daniel Forest
- 1985: Metró (Subway); virágárus
- 1986: Fajankó (Le paltoquet); orvos
- 1986: Kamikaze; Romain
- 1987: A nagy út (Le grand chemin), Pelo
- 1987: Zavarodott felügyelő (Agent trouble); Alex
- 1988: A gyönyör évadjai (Les saisons du plaisir); Adam
- 1988: A magas szőke + két szőke (À gauche en sortant de l'ascenseur); Boris
- 1988: Ada a dzsungelben (Ada dans la jungle); Ergomir Pilic
- 1989: A forradalom alsószoknyái (Les jupons de la révolution), tévésorozat, Marat
- 1989: A szakács, a tolvaj, a feleség és a szeretője (The Cook, the Thief, His Wife & Her Lover); Richard
- 1990: Gáláns dámák (Dames galantes); Brantôme
- 1991: A fehér királynő (La reine blanche); Jean Ripoche
- 1991: Napjaink félelme (Une époque formidable…); Tubib („doki”)
- 1992: Eladó város (Ville à vendre); Doktor Monnerie
- 1992: A zongorakísérő (L’accompagnatrice); Charles Brice
- 1993: Tangó (Tango), Vincent Baraduc
- 1994: A szerelem gyerekjáték (L’amour est un jeu d’enfant), tévéfilm; Didier Ancelot
- 1994: Yvonne illata (Le parfum d’Yvonne); Yvonne nagybátyja
- 1995: Lulu, Franciaország királya (Lulu roi de France), tévéfilm, Lulu Hastier
- 1996: Két papa, egy mama (Les 2 papas et la maman); férfi a klinikán
- 1997: Tutira kamuzunk (La vérité si je mens!); Victor Benzakhem
- 1998: Merénylet az Operabálon (Opernball), tévéfilm; Michel Reboisson
- 1998: Mostohatestvérek (Telle mère, telle fille), tévéfilm; Jean Corti
- 1998: Vanília Villa (Vanília Villa); Marc de Berthier százados
- 1999: Rembrandt; prédikátor
- 2003: Balhé (Crime Spree); Bastaldi
- 2003: Végveszély (Virus au paradis), tévéfilm; Lucas
- 2003: A zabagép (L’outremangeur); Émile Lachaume
- 2003: Totál szívás (Les gaous); François Bricard
- 2003: Felvonulás (Cavalcade); Dr. Desmouches
- 2006: Elefántmese (Elephant Tales), természetfilm; francia hang
- 2008: Az admirális (Admiral); Zhannen tábornok
- 2012: Párizsi éjszakák (Une nuit); Marco Lindner
- 2015: A tengernél (By the Sea); Patrice

## Filmrendezései
- 1999: L’histoire du samedi (Les coquelicots sont revenus)
- 2003: C’est beau une ville la nuit
- 2003: Poil de carotte
- 2006: C’est beau une ville la nuit

## Elismerései
- 1985: César-díj a legjobb férfi mellékszereplőnek, Végjátékban (L’addition) nyújtott alakításáért,
- 1988: César-díj a legjobb férfi főszereplőnek, A nagy út-ban (Le grand chemin) nyújtott alakításáért.
- 1997: 7 d’or (vagy Sept d’or) a legjobb tévéfilm-színész díja, az Un homme en colère sorozatban nyújtott alakításért (a TF-1 csatornán).
- 2013 : Palmarès du théâtre-díj, a J'avais un beau ballon rouge című nyilvános színházi előadásért.

## További információ
- Hivatalos oldal
- Richard Bohringer a PORT.hu-n (magyarul)
- Richard Bohringer az Internetes Szinkronadatbázisban (magyarul)
- Richard Bohringer az Internet Movie Database-ben (angolul)
- Richard Bohringer az AlloCiné weboldalán (franciául)
- Richard Bohringer Profile. Famousfix.com. (Hozzáférés: 2023. január 18.)